# Abd al-Hakim Amer

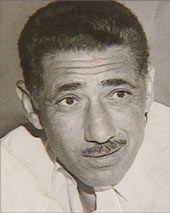
Abd al-Hakim Amer

Mohamed Abd al-Hakim Amer (arabisch عبد الحكيم عامر, DMG ʿAbd al-Ḥakīm ʿĀmir; * 11. Dezember 1919 in Samalut, Sultanat Ägypten; † 14. September 1967 in Kairo) war ein ägyptischer Feldmarschall und kommandierte die Ägyptische Armee in der Suezkrise und im Sechstagekrieg.

## Leben
Amer wurde in 1919 in der Minya-Provinz Ägyptens geboren. Nach der zivilen Schulausbildung besuchte er die Militärakademie in Kairo und wurde 1939 zur ägyptischen Armee eingezogen. 1948 diente er im ersten Arabisch-Israelischen Krieg.
Amer spielte 1952 eine führende Rolle im Coup der „freien Offiziere“ gegen die ägyptische Monarchie, der die beiden Militärs Nasser und Muhammad Nagib an die Macht brachte. Im folgenden Jahr wurde Amer zum Stabschef befördert. 1956 wurde er zum Chef des vereinigten Militärkommandos, das aufgrund der politischen Annäherung Syriens und Ägyptens zwischen beiden Staaten eingerichtet wurde. Er führte auch die ägyptischen Truppen in der Suezkrise gegen israelische und britisch-französische Truppen. 1964 folgte Dekret 117 mit dem sich Amer auch die Vollmachten des Kriegsministers auf seine Rolle als stellvertretendem Oberkommandierenden übertragen ließ und damit auch die Kontrolle über den Wehretat erlangte.
Der verlorene Krieg von 1967 bedeutet das endgültige Aus für Amers Karriere. Er wurde aller Posten enthoben und in den vorzeitigen Ruhestand abgeschoben. Aber schon im August desselben Jahres bereitete das Regime einen Schauprozess vor, um dem Volk einen Sündenbock für den verlorenen Krieg zu präsentieren. Amer wurde mit fünfzig Militärs und Zivilisten, darunter zwei Ministern, verhaftet, unter dem Vorwand, einen Staatsstreich vorbereitet zu haben. Am 14. September 1967 wurde er von hohen Offizieren vor die Wahl zwischen Anklage und Selbstmord gestellt. Da der Ausgang des Verfahrens von vornherein feststand, wählte Amer den Freitod durch Gift. Nach einer anderen Darstellung wurde Amer am Tag vor seinem Tod nach einem ersten Selbstmordversuch durch Gifttabletten ins Krankenhaus gebracht, sei tags darauf nach Hause zurückgekehrt und nach einem zweiten Selbstmordversuch gestorben. Er wurde mit vollen militärischen Ehren beigesetzt.
Amer war mit Nasser eng befreundet. Er hatte eine seiner Töchter mit Nassers jüngerem Bruder verheiratet. Nasser gab seinem Sohn nach Amers Vorbild den Vornamen Abd al-Hakim.

## Wertung
Mohamed Fawzi, General und Kriegsminister unter Nasser, beschrieb in seinen Erinnerungen, wie Amer durch Fehlentscheidungen bedeutenden Anteil am Scheitern der Vereinigten Arabischen Republik zwischen Ägypten und Syrien 1961 trug und wie Amer die persönliche Beziehung zu Nasser ausnutzte, um sich kontinuierlich weitere Vollmachten zu verschaffen und schließlich 1962 Nasser dazu brachte Dekret 2878 zu unterzeichnen. Damit schien der stellvertretende Oberkommandierende nicht mehr verpflichtet den Kontrollinstanzen, sondern nur noch Nasser gegenüber Rechenschaft abzulegen. 1964 folgte Dekret 117, mit dem sich Amer auch die Vollmachten des Kriegsministers auf seine Rolle als stellvertretendem Oberkommandierenden übertragen ließ und damit auch die Kontrolle über den Wehretat erlangte. 1966 sollten die Machtbefugnisse wieder geteilt werden, aber Amer hatte da bereits Shamseddin Badran, einen Günstling, als Kriegsminister installiert. Fawzi folgerte, dass Amer eine Günstlingswirtschaft im Militär aufbaute, bei der Offiziere sich mehr um persönliche Bereicherung als um die Effektivität der unterstellten Einheiten kümmerten. Die Niederlage gegen Israel im Sechstagekrieg 1967 führte er auf Fehleinschätzungen und Entscheidungen vom Amer und Nasser und ihren Konflikt um die Kontrolle des ägyptischen Militärs zurück.